# 哈珀峰
哈珀峰（英語：Harper Peak），是南極洲的山峰，位於南喬治亞群島，處於福爾圖納峰和福圖納灣以東，海拔高度785米，在1931年由英國海軍繪入地圖，由英國海外領土管轄。